# Neotherium
Neotherium es un género extinto monotípico de morsa primitiva que vivió durante el Mioceno en el Pacífico norte. Era menor que la especie actual y no poseía caninos tan alargados. Los machos eran mayores que las hembras. Coexisió con Pelagiarctos, otra especie de morsa de mayor tamaño depredadora que cazaba grandes presas como la foca Allodesmus y probablemente incluso a Neotherium.